# ChipCard
ChipCard（ちっぷかーど）は1995年5月に日本IBMから発売されたPCカード型簡易PDA。

## 概要
プログラマブルで、ユーザーがアプリケーションを開発して実行できた。初代ChipCard TC-100はストレート型のType-II PCカード、二代目ChipCard VW-200は二つ折り型のType-III PCカードであった。TC-100にはカラーバリエーションも存在した。

## 発売されたモデル
ChipCard TC-100
1995年5月発売。初代モデル。ストレート型のType-II PCカードサイズ。
ChipCard VW-200
1996年2月13日発売。二代目モデル。二つ折り型のType-III PCカードサイズ。

## 画像

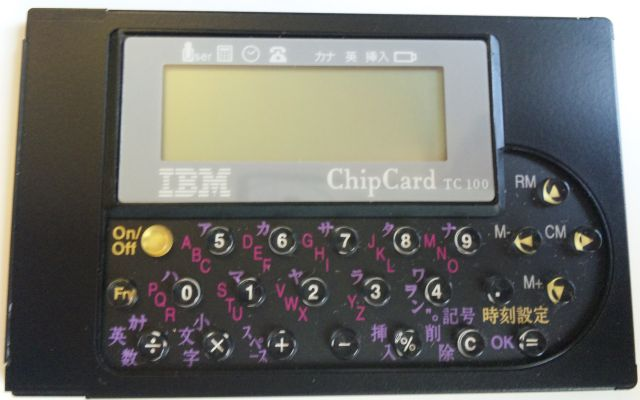
ChipCard TC-100
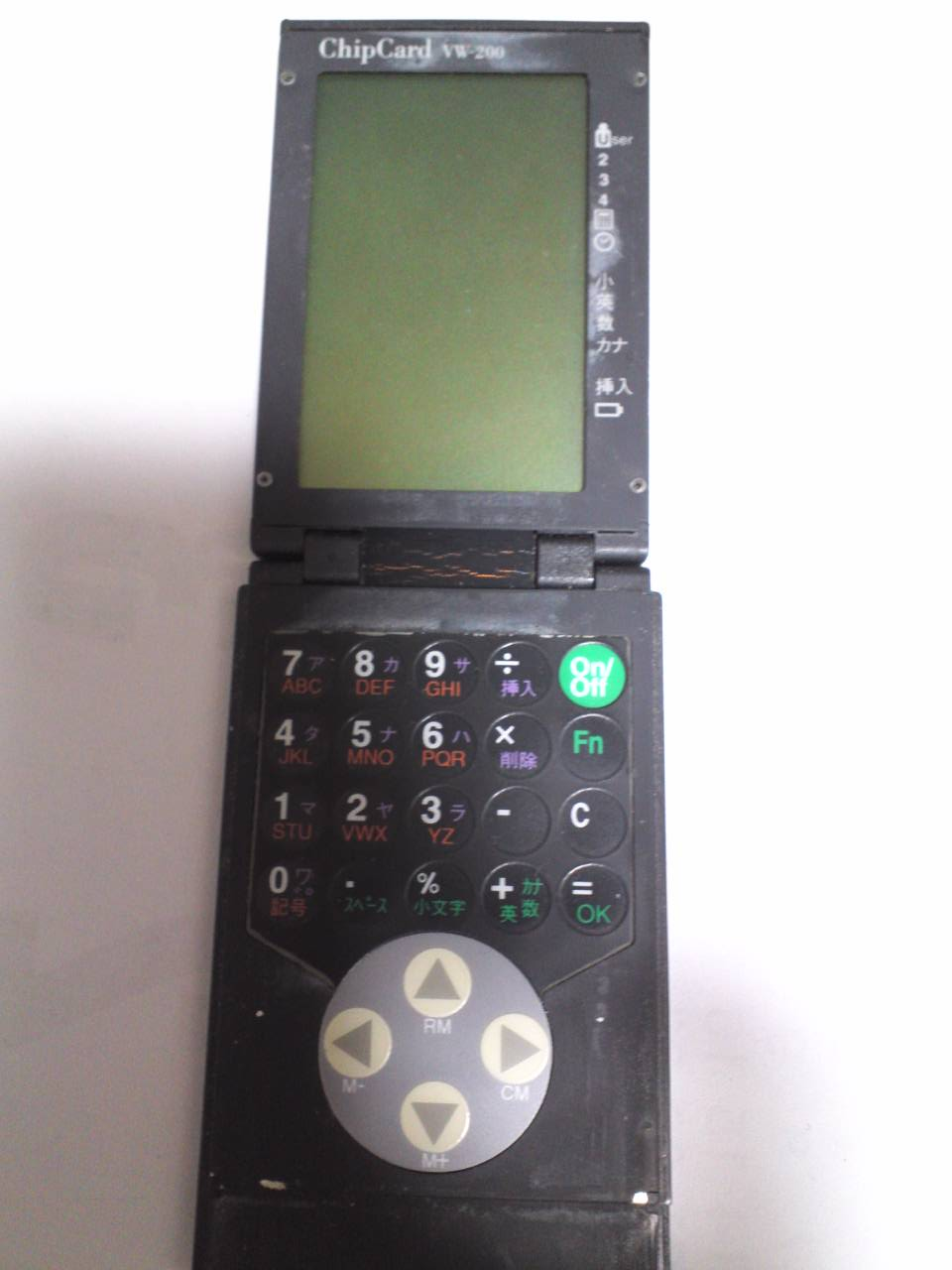
ChipCard VW-200